# Psychotria wernhamiana
Psychotria wernhamiana är en måreväxtart som beskrevs av Spencer Le Marchant Moore. Psychotria wernhamiana ingår i släktet Psychotria och familjen måreväxter. Inga underarter finns listade i Catalogue of Life.